# Sagenosoma elsa

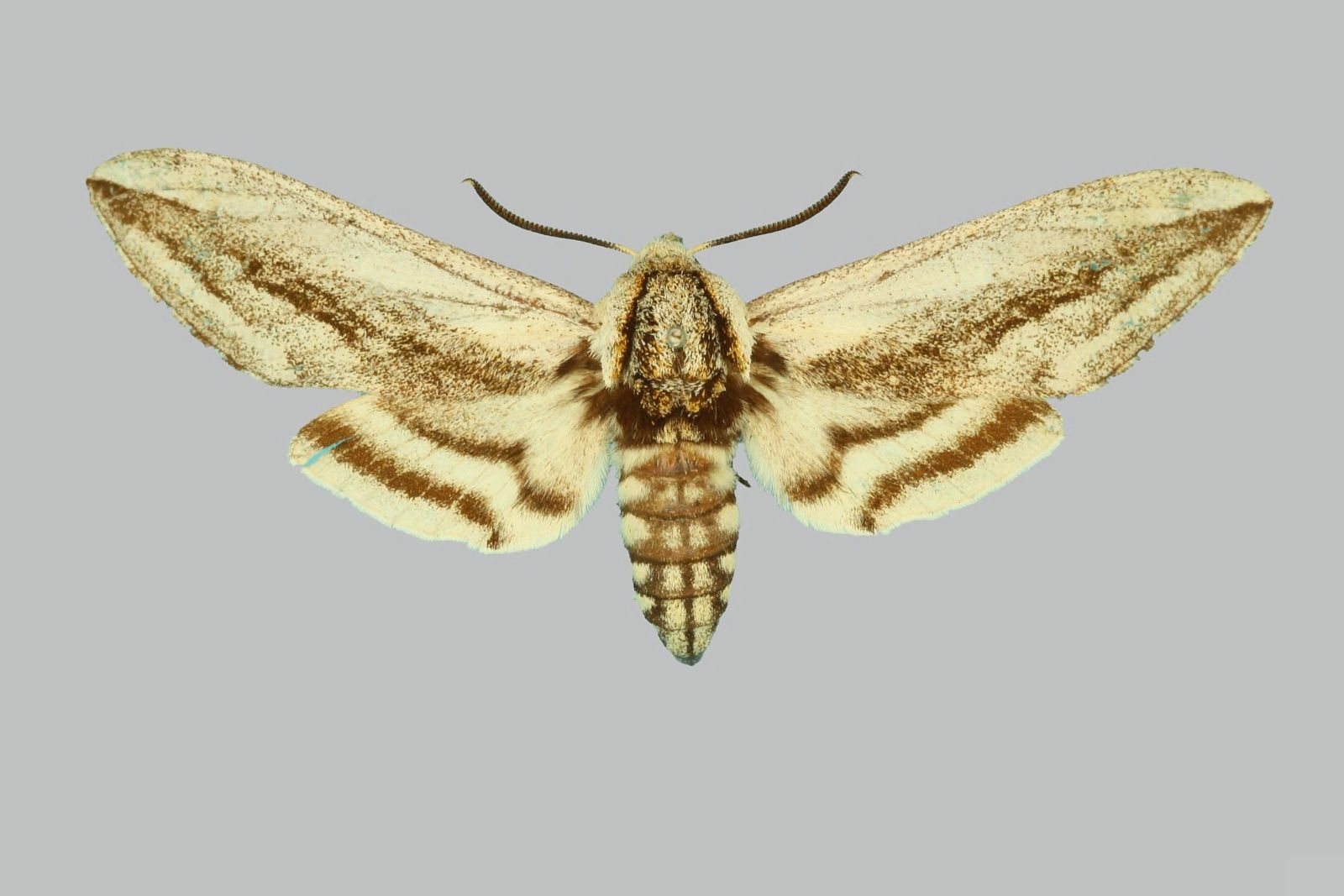
Sagenosoma elsa, Weibchen

Sagenosoma elsa ist die einzige Schmetterlingsart der Gattung Sagenosoma aus der Familie der Schwärmer (Sphingidae). Auf Grund der Morphologie der Genitalien ist anzunehmen, dass die Art am nächsten mit den Gattungen Sphinx und Isoparce verwandt ist.

## Merkmale

### Merkmale der Falter
Die Falter haben eine Vorderflügellänge von 23 bis 38 Millimeter. Auf Grund der schneeweißen Grundfarbe kann die Art mit keiner anderen verwechselt werden. Sie trägt dazu eine schwarze Musterung, die wiederum stark mit kräftig goldenen Flecken gemustert ist. Die Art ist in ihrer Färbung und Musterung nicht variabel, ein Sexualdichroismus ist nicht ausgebildet.

### Merkmale der Raupen
Die Raupen sind im letzten Stadium stark mit feinen weißen Punkten versehen. Sie tragen sechs auffällige, schwarze Dorsolateralstreifen, die nach unten durch ein breites weißes Band begrenzt sind. Diese beginnen am Anfang eines jeden Segments etwa auf Höhe der Stigmen und reichen bis zum Ende des Segments zum subdorsalen Bereich. Oberhalb des Streifens ist der gesamte Rücken kräftig limettengrün. Die Kopfkapsel ist grünlich-violett, mit einem Paar breiter, weißer Längsstreifen am Gesicht. Die Thorakalbeine sind rosa, die Bauchbeine sind rosa und weiß. Die Stigmen sind kräftig orange, das eher kurze Analhorn ist stark nach hinten gekrümmt. Die Färbung der Tiere ist praktisch nicht variabel, lediglich das Analhorn kann bei manchen Individuen teilweise bläulich sein.

### Merkmale der Puppen
Die Puppen sind gedrungen und walnussfarben und haben eine matte, leicht raue Oberfläche. Die Rüsselscheide ist verwachsen. Der Kremaster ist sehr klein und reicht kaum über das Hinterleibsende hinaus. Er hat eine doppelte Spitze.

## Vorkommen
Die Art ist nur im Südwesten der Vereinigten Staaten und im Norden von Mexiko verbreitet. Sie kommt in den Vereinigten Staaten in weiten Teilen Arizonas und im westlichen New Mexico sowie im Süden von Utah und Colorado vor. Besiedelt werden im Süden Arizonas Wüstengebiete im Flachland, weiter nördlich felsige Hänge mittlerer Höhenlagen.

## Lebensweise
Zwar ist der Saugrüssel der Art verkürzt, jedoch nicht so weit, dass nicht vermutet werden könnte, dass die Art nicht an Blüten saugen könnte. Bislang gibt es dazu jedoch keine Nachweise. Die Imagines werden stark durch künstliche Lichtquellen angelockt. Die Tiere fliegen von Mitte April bis Mitte August, wobei unklar ist, ob dies in einer oder zwei Generationen erfolgt. Dies deshalb, da die Höhenlage der Habitate in Verbindung mit dem Einfluss von Regen auf die Populationen keine brauchbaren Rückschlüsse darauf ziehen lässt. Die Verpuppung erfolgt in einer flachen Kammer im Erdboden.

## Entwicklung
Die Weibchen legen ihre Eier einzeln auf den Blättern der Nahrungspflanzen ab. Bisher ist nur Lycium pallidum als Raupennahrungspflanze nachgewiesen. Die Raupen verbringen die gesamte Zeit ihrer Entwicklung als Einzelgänger auf der Unterseite der Blätter dieser Pflanzen. Nur ausgewachsene Raupen neigen dazu in Fresspausen auf die dornenbewährten Zweige zu klettern.

## Belege